# Liebe ist die beste Medizin
Liebe ist die beste Medizin ist eine Filmkomödie des finnischen Regisseurs Hannu Salonen aus dem Jahr 2004 aus deutscher Produktion. In der Hauptrolle verkörpert Dominic Raacke den renommierten Großstadtarzt Dr. Peter Haller, der in seinen ländlich geprägten Heimatort zurückkehrt, um die Nachlässe seines (vermeintlich) verstorbenen Vaters zu regeln.

## Handlung
Peter Haller ist ein erfolgreicher Großstadtarzt. Mit seinem Leben auf dem Land hat er längst abgeschlossen, als er eines Tages die Nachricht erhält, dass sein Vater, der erfolgreiche Landarzt Professor Maximilian Haller, verstorben ist. Gezwungenermaßen kehrt Peter in seinen Heimatort zurück. Eine besondere Traurigkeit ob seines Vaters Tode fühlt er nicht, da er bereits vor Jahren den Kontakt mit ihm abgebrochen hat. Seinen Vater Maximilian hat Peter nur als herzlosen Menschen in Erinnerung, der nicht verhindern konnte, dass Peters Mutter, als er gerade zehn Jahre alt war, ihren Todeskampf gegen den Krebs verlor. Seit dieser Zeit ist Peter der festen Überzeugung, dass Maximilian als Arzt nicht die notwendige Kompetenz hat und darüber hinaus mehr Wert auf seine Arbeit als auf seine Familie legt.
Als Peter in der ländlichen Gegend angekommen ist, ahnt er zunächst nichts von den Vorgängen, die ihm bis dahin verheimlicht wurden. Sein Vater Maximilian ist nämlich gar nicht tot, vielmehr hat Maximilian mithilfe seines Freundes Wenzel und der Haushälterin Clara seinen eigenen Tod nur vorgetäuscht, um Peter dazu zu bewegen, die ländliche Praxis zu übernehmen, da Maximilian gesundheitlich nicht mehr in der Lage ist, die gut gehende Landpraxis weiterzuführen.
Peter ist jedoch fest entschlossen, schnellstmöglich den Nachlass zu regeln und dann die ihm unlieb gewordene ländliche Gegend umgehend wieder zu verlassen.
Auf Drängen der Haushälterin Clara lässt sich Peter dazu überreden, eine Nacht in seinem Elternhaus zu verbringen. Er muss sich selbst eingestehen, dass in ihm währenddessen kindliche Erinnerungen hochkommen, die er lange Zeit verdrängt hat. Aus dieser einen Nacht werden in der Folge sogar mehrere Nächte. Auch lernt Peter in dieser Zeit die attraktive Stella kennen, die im Ort eine Pizzeria betreibt. Peter erkennt, dass sie einen sensiblen Charakter hat, denn des Öfteren fällt sie in Ohnmacht, wenn sie sich durch die äußeren Umstände überfordert fühlt. Zunächst gibt Peter vor, sich rein medizinisch um Stella zu kümmern, bis er sich selbst eingestehen muss, dass er in sie verliebt ist.
Als in der ländlichen Idylle, in der jeder jeden kennt, die ersten Gerüchte herumgehen, dass sich der Großstadtarzt Peter in die ländlich geprägte Stella verliebt haben könnte, entschließt sich Stella dazu, ihre bis dahin bestehende Verlobung mit Giuseppe aufzulösen, da auch Stella für Peter gewisse Gefühle entwickelt hat.
Dies ist der Zeitpunkt, an dem der von Peter tot geglaubte Vater entscheidet, seinen Plan öffentlich zu machen und seinem Sohn die Wahrheit über seinen vorgespiegelten Tod zu offenbaren. Die Handlung des Films nimmt eine dramatische Wendung, als Peter sich im Elternhaus gegen Stellas ehemaligen Verlobten Giuseppe zur Wehr setzen muss und sein Vater Maximilian im Garten des Anwesens einen (echten) Herzinfarkt erleidet.

## Produktionsnotizen
Regina Ziegler produzierte mit ihrer eigenen Produktionsfirma, Regina Ziegler-Filmproduktion, im Auftrag der ARD. Gedreht wurde in Berlin.

## Erscheinungstermine
Liebe ist die beste Medizin wurde am 16. Juli 2004 erstmals in der ARD ausgestrahlt.

## Kritiken
Insgesamt fielen die Kritiken eher gemischt aus. Beispielsweise bescheinigt TV Spielfilm dem Film lediglich, dass er nichts weiter als eine „Kitschromanze“ ist; das vernichtende Fazit der Programmzeitschrift lautet: „Rumgeschnulze, bis der Landarzt kommt“.
Das Lexikon des internationalen Films konstatiert, dass es sich bei der Produktion lediglich um eine anspruchslose Filmkomödie handelt. Dagegen spricht allerdings das Resümee der Fernsehzeitschrift Prisma, die der Ansicht ist, dass es sich bei Liebe ist die beste Medizin um eine romantische Komödie handelt.